# Biggles: Návrat velbloudích stíhaček
Biggles – Návrat velbloudích stíhaček (v originále Biggles of the Camel Squadron) je dobrodružná kniha spisovatele W. E. Johnse, která byla poprvé vydána v roce 1934. Biggles – Návrat velbloudích stíhaček je v pořadí 3. knihou ze série o dobrodruhovi a válečném pilotovi během 1. světové a 2. světové války jménem James Bigglesworth, zkráceně Biggles. Chronologicky se jedná o 7. knihu.
Kniha obsahuje 13 povídek z období první světové války, které dějem i postavami navazují na Biggles od velbloudích stíhaček. V češtině vydaly společně nakladatelství Toužimský & Moravec a Riopress v roce 1992. Oproti anglickému vydání bylo změněno pořadí povídky Profesor a dvě povídky nahrazeny posledními dvěma kapitolami z předchozí knihy The Camels are Coming, které pojednávají o konci války a chronologicky tak uzavírají celou první světovou válku. V poslední kapitole dochází k podepsání příměří.

## Letadla

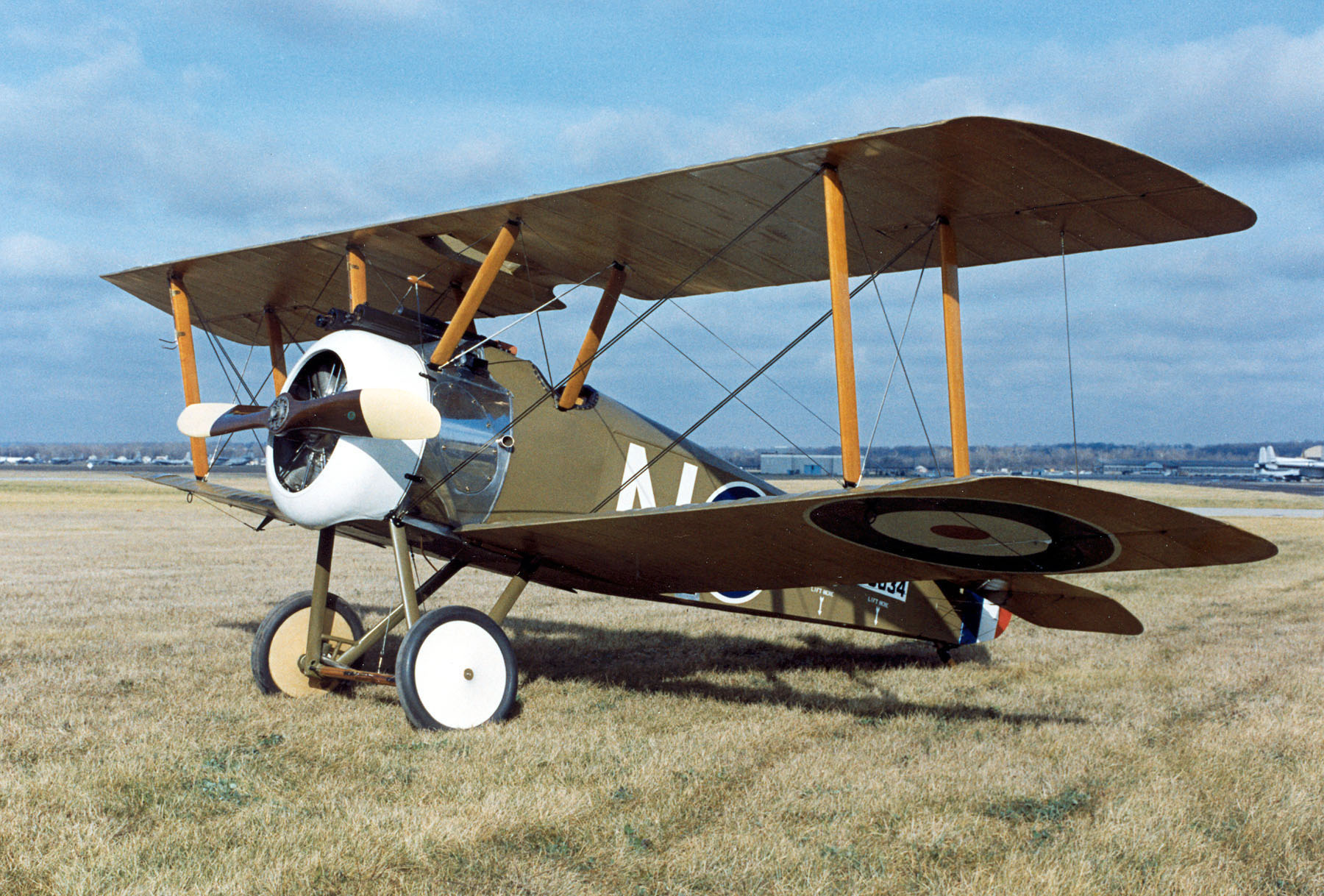
Velbloudí stíhačka Sopwith Camel

Velbloudími stíhačkami jsou míněny letadla Sopwith Camel (camel je anglicky velbloud).

## Lokace
Děj se odehrává na frontě ve Francii.
- Duneville (přelet; pravděpodobně smyšlené město)
- Hamel (přelet)
- Maranique (pravděpodobně smyšlené město)

## Povídky
V závorce je uvedeno pořadí povídky a název v anglickém originálu.

### 01. Láhve místo bomb
(4. The bottle party)
Biggles, Algy, Henry Watkins a několik dalších letců, letí nad město Duneville, kde byly zpozorovány tři německé balóny a devět stíhaček zvaných fokkery. Britská letadla Sopwithe (mezi letci známá jako velbloudi) se vydali k balónům. Henry Watkins, kterému se přezdívalo profesor vymyslel prostý plán, jak se zbavit německého pozemního dělostřelectva. Několik letadel spustí z výšky prázdné láhve, které budou dělat takový hluk, že to bude vypadat jako padající bomby. Fokkery se zaměří na tato letadla, a Biggles, Algy a Watkins zatím zničí balóny. Všechno se daří podle plánu, jen musí Bigglesovi přijít na pomoc další letadla. Po přistání zjišťují, že velbloud Henryho Watkinse byl sestřelen. Biggles je z toho smutný.

### 02. Past
(5. The trap)
Následující den se nad Dunevillem objevuje další balón. Není však vůbec chráněný letadly, a dva lidé v koši se ani nepohnou. Biggles si myslí, že je na balónu cosi podivného. Proto varuje nejen svou letku, ale i další, aby nechali německý balón na pokoji. Bohužel, mezitím se jeden mladý letec snaží balón zničit. Je sestřelen. Byla to past. Rozzuřený Biggles na to odpoví Němcům malými jatkami. Na druhý den navíc připraví svoji vlastní past. Do jednoho z letadel dá výbušniny, a panáka vypadajícího jako pilot nacpe hřebíky. Poté, co je letadlo sestřeleno, a okolo jeho vraku se na zemi shlukne mnoho Němců, exploduje.

### 03. Harcourtův strach
(6. The funk)
Biggles do své letky získává tři nováčky. Jmenují se Harcourt, Howell a Silvestr. Po několika dnech výcviku vyletí za zákopy do nepřátelského prostoru. Vyráží na pomoc opuštěnému britskému letadlu, na kterého doráží pět německých. Silvestr je sestřelen, ale dopadne na spojenecké území. Němci je poté naštvou tím, že nad britským letištěm shodí z letadla boty. To je urážka. Znamená to, že jsou tak neschopní piloti, že by se měli dát k pěchotě. Bigglese to opět velmi rozzuří. Harcourt, který utekl z předchozí bitvy protože dostal strach, je však rozzuřen ještě více. Boty vyhozené z německého letadla totiž dopadly přímo do jeho pokoje a zabily jeho zlatou akvarijní rybku. Biggles, Algy, Harcourt a Howell opět vzlétnou a vydávají se do dalšího souboje s devíti německými stroji. Harcourt se nyní ukáže jako velmi dobrý pilot s originálními nápady. Podařilo se mu totiž sestřelit letadlo, jehož pilot vyhodil boty a zabil jeho rybičku.
04. Profesor se vrátí (7. The Professor comes back)
05. Čtenář myšlenek (8. The thought reader)
06. Veliká aféra (9. The great arena)
07. Letec v zákopech (10. Biggles finds his feet)
08. V dračím doupěti (11. The dragon's lair)
09. Biggles byl den pryč … (12. Biggles' day off)
10. Ať žije Skotsko! (13. Scotland for ever)
11. Profesor (1. The Professor)
12. Se srdcem divno hrát (V originále vyšlo v předchozí knize Biggles od velbloudích stíhaček jako Affaire de coeur)
13. Poslední přehlídka (V originále vyšlo v předchozí knize Biggles od velbloudích stíhaček jako The last show)